# Kevin Mercado
Kevin Bryan Mercado Mina (Guayaquil, 28 gennaio 1995) è un calciatore ecuadoriano, attaccante del Maricá.

## Caratteristiche tecniche
È un'ala sinistra.

## Carriera

### Nazionale
Nel 2011, con la nazionale Under-17 ecuadoriana, ha preso parte al campionato sudamericano ed al Mondiale di categoria.
Nel 2015, è stato convocato dalla selezione Under-20 per disputare il campionato sudamericano di categoria concluso al quarto posto.

## Palmarès

### Club

#### Competizioni nazionali
- Supercoppa ecuadoriana: 1

LDU Quito: 2021